# Utensile sgrossatore
Nelle varie lavorazioni di asportazione di truciolo che vengono effettuate al tornio, si fa uso di un utensile sgrossatore di acciaio e di un inserto materiale a carburi, sotto la sembianza di una figura geometrica (quadrato, rombo, etc...), ogni angolo della figura geometrica rappresenta l'angolo di taglio, si può dire quindi che in un rombo si hanno 4 angoli di taglio.
Tra i due tipi di utensili esiste una differenza tecnica, questa la si prende in considerazione a seconda della lavorazione da effettuare nel ciclo di lavoro, dal numero di pezzi da realizzare. Con l'utensile sgrossatore di acciaio si possono raggiungere profondità di passata P fino a 2mm, con velocità 3ª in volata; in questo tipo di utensile esiste il tempo di affilatura (tempo morto); come definizione il tempo di affilatura è il tempo che intercorre da un'affilatura ad un'altra; ogni qualvolta l'utensile a contatto col pezzo, fischia, stritola, non asporta truciolo, vuol dire che l'angolo di taglio è bruciato.
In questo caso l'operatore deve smontare l'utensile dalla torretta, si porta nei pressi della mola e qui riproduce l'angolo di taglio che si era bruciato, deve stare attento a raffreddare la testa dell'utensile evitando così una tempra; affilato l'utensile l'operatore si porta al tornio, monta l'utensile, e questi deve essere montato in asse, ciò vuol dire che l'angolo di taglio dell'utensile deve corrispondere con la punta conica della contropunta.